# Jules Gaillard (homme politique, 1839-1911)
Pour les articles homonymes, voir Jules Gaillard et Gaillard.
Gaston Alexandre Jules Gaillard est un homme politique français, né le 21 juin 1839 à Paris et mort le 23 janvier 1911 dans la même ville.

## Biographie
Issu de la bourgeoisie libérale, fils d'un inspecteur d'Université, propriétaire terrien, Jules Gaillard est d'abord diplomate, et c'est à ce titre qu'il se frotte d'abord à la politique, en devenant le secrétaire du Ministre des Affaires étrangères du gouvernement Thiers, Charles de Rémusat.

## Carrière politique
Conseiller général de l'Oise depuis 1878, il est élu député de Senlis, avec l'étiquette républicaine, contre le candidat boulangiste, en 1889. Il siège alors avec les députés modérés élus avec le soutien de l'Union libérale.
Réélu en 1893, 1898,1902 et 1906, il intervient relativement peu à la tribune de la Chambre, et vote selon une ligne « républicaine conservatrice » mâtinée de protectionnisme agrarien.
Il prend sa retraite politique en 1910, et meurt le 23 janvier 1911.

## Sources
- « Jules Gaillard (homme politique, 1839-1911) », dans le Dictionnaire des parlementaires français (1889-1940), sous la direction de Jean Jolly, PUF, 1960 [détail de l’édition]